# Pilsens Samlingsparti
Pilsens Samlingsparti (PsP) er et norsk politisk parti i Vest-Agder, der ledes af  Terje Larssen. Partiets valgprogram består af ti punkter, som alle er relateret til øl, pilsner eller bryggerier. Blandt hovedpunkterne er lavere alkoholafgifter og øgede toldkvoter, gøre det lettere at få alkoholbevilling og udvidede udskænkningstider, kulturstøtte til bryggeriene og hindring af ølmonopol. Partiet stillede for første gang til valg i 2005, og fik 65 stemmer, eller 0,07 % af stemmerne i Vest-Agder (0,0025% på landsbasis)